# 中島孤島
中島 孤島（なかじま ことう、1878年10月27日 - 1946年4月9日）は、日本の小説家、評論家、翻訳家。本名は茂一。

## 人物
長野県北佐久郡三井村（現佐久市）出身。旧制上田中学（長野県上田高等学校）を経て、1899年東京専門学校（現早稲田大学）卒業。坪内逍遥の門下生としてシェイクスピアを研究し、文学評論や海外文学の紹介などを新聞や雑誌に執筆した。『明星』『新小説』『読売新聞』等に文学評論を書き、1904年小説「新気運」を発表。1909年後藤宙外らと文芸革新会を組織して反自然主義をとなえ、島村抱月と対立。のち児童もの・歴史ものに移った。

## 著書
- 『最近英国小説史』 中島茂一 東京専門学校出版部 1901
- 『新気運』 中島孤島(茂一) 平民書房 1906
- 『山鳩』 平民書房 1907
- 通俗世界全史 第6巻『新民族勃興史』早稲田大学出版部 1916
- 『文化史上に於ける女性と恋愛』 天佑社 1921
- 国民の日本史『鎌倉時代 前篇』早稲田大学出版部 1922
- 世界歴史読本 第1編『西洋文明の揺籃』実業之日本社 1926
- 通俗世界全史 第7巻 『暗黒時代史』 早稲田大学出版部 1927
- 通俗世界全史 第8巻 『封建列国史』 早稲田大学出版部 1927
- 『こども世界歴史』上巻・下巻 冨山房 1930-1931
- 『ギリシヤ・ローマ 神話と傳説』 太洋社 1933（編書）

## 翻訳
- 『沙翁物語 ハムレット及ヹニスの商人』シェークスピア 通俗世界文学 冨山房 1903
- 『国民性情論』ペアソン  大日本文明協会 1909
- 『現代の堕落』 ノルドー  大日本文明協会 1914
- 『生の悦び』 エミール・ゾラ 早稲田大學出版部 1914
- 『グリム御伽噺』 冨山房 1916.5、のち新版
- 『希臘英雄譚』キングスリー 世界少年文学名作集 家庭読物刊行会 1919
- 『クリスマス・カロル』ディッケンス 世界少年文学名作集 家庭読物刊行会 1920
- 『変な家鴨』アンデルゼン 世界童話名作集 精華書院 1921
- 『続グリム御伽噺』冨山房 1924
- 『新訳千一夜物語』大日本雄弁会 1924
- 『弓張月物語』 小村雪岱/画 冨山房 1925
- 『ホメロスのイリアド』児童図書館叢書 イデア書院 1926
- 『アラビヤンナイト』世界童話全集 近代社 1929
- 『性愛史話』早稲田大学出版部 1931
- 神話伝説大系『エジプト・アツシリア・バビロン神話伝説集』誠文堂 1933
- 神話伝説大系『イギリス神話と伝説』趣味の教育普及会 1935
- 『西遊記』 冨山房百科文庫 1938、のち新版
- 『騎士道時代』バルフィンチ 冨山房百科文庫 1939
- 『北欧神話［新版］』中島孤島/訳  阿部正子/現代語訳 冨山房企畫 2024

## その他
グリム童話『赤ずきん』において「赤ずきん」という邦題を初めてつけたのは中島孤島であろうと言われている。明治期は、「赤帽子」など帽子系がほとんどで、大正4（1915）年までは圧倒的に帽子系が優位を占めていた。だが、大正5（1916）年に出版された中島孤島訳の『赤頭巾』（模範家庭文庫『グリム御伽噺』所収）以降は、「赤頭巾」というタイトルが圧倒するようになる。